# Goede tijden, slechte tijden (seizoen 10)
Het tiende seizoen van Goede tijden, slechte tijden startte op 6 september 1999. Het seizoen werd elke werkdag uitgezonden op RTL 4. In maart 2014 werd het volledige seizoen uitgebracht op dvd. In de outro van aflevering 1841 is voor het eerst een vooruitblik te zien.

## Rolverdeling

### Aanvang
Het tiende seizoen telde 200 afleveringen (aflevering 1736–1935)
| Acteur             | Personage                       | Afleveringen                                             |
| ------------------ | ------------------------------- | -------------------------------------------------------- |
| Wilbert Gieske     | Robert Alberts                  | Hele seizoen                                             |
| Jette van der Meij | Laura Alberts / Laura Selmhorst | Hele seizoen                                             |
| Ingeborg Wieten    | Suzanne Balk                    | 1737-1753 • 1846-1864 (onderbreking i.v.m. zwangerschap) |
| Bartho Braat       | Jef Alberts                     | Hele seizoen                                             |
| Sabine Koning      | Anita Dendermonde               | Hele seizoen                                             |
| Caroline De Bruijn | Janine Elschot                  | Hele seizoen                                             |
| Guusje Nederhorst  | Roos Alberts                    | Hele seizoen                                             |
| Wik Jongsma        | Govert Harmsen                  | Hele seizoen                                             |
| Ferri Somogyi      | Rik de Jong                     | Hele seizoen                                             |
| Erik de Vogel      | Ludo Sanders                    | Hele seizoen                                             |
| Angela Schijf      | Kim Verduyn                     | 1736-1741                                                |
| Diana Sno          | Mathilde Carillo                | 1766-1850                                                |
| Georgina Verbaan   | Hedwig Harmsen                  | 1736-1910                                                |
| Tanja Jess         | Bowien Galema                   | Hele seizoen                                             |
| Bas Muijs          | Stefano Sanders                 | Hele seizoen                                             |
| Patrick Martens    | Morris Fischer                  | 1738-1875                                                |
| Aukje van Ginneken | Charlie Fischer                 | Hele seizoen                                             |
| Charlotte Besijn   | Barbara Fischer                 | Hele seizoen                                             |
| Philip Ivanov      | Che Azalaia                     | 1736-1740                                                |

### Nieuwe rollen
De rollen die in de loop van het seizoen werden geïntroduceerd als belangrijke personages
| Acteur              | Personage          | Afleveringen |
| ------------------- | ------------------ | ------------ |
| Micky Hoogendijk    | Cleo de Wolf       | 1842-1935    |
| Johnny de Mol       | Sylvester Koetsier | 1874-1935    |
| Winston Post        | Benjamin Borges    | 1868-1935    |
| Victoria Koblenko   | Isabella Kortenaer | 1872-1935    |
| Robine van der Meer | Meike Griffioen    | 1874-1935    |
| Chanella Hodge      | Terra Bloem        | 1893-1935    |

### Bijrollen
| Acteur                                | Personage              | Afleveringen                      |
| ------------------------------------- | ---------------------- | --------------------------------- |
| Antonie Knoppers                      | Rutger Bergman #2      | 1736-1743                         |
| Ger Smit                              | Rechercheur Bronkhorst | 1726-1744                         |
| Miguel Stigter                        | Lorenzo                | 1727-1750 • 1775-1776             |
| Rogier van Schoonderwoerd den Bezemer | Lucchino Oliviero      | 1739-1780                         |
| Dirk-Jan Leene                        | Alex                   | 1749 • 1772-1789 • 1805-1832      |
| Gian Paolo Pippa                      | Vader Oliviero         | 1771-1781                         |
| Bart Poulissen                        | Wethouder Leijendijk   | 1778-1789 • 1838-1845 • 1859-1865 |
| Hilbert Dijkstra                      | Philip van Alphen      | 1794-1935                         |
| Tanya Sprong                          | Mevrouw Irving         | 1790-1793                         |
| Elly de Graaf                         | Roza Gonzalez          | 1834-1934                         |
| Aga de Wit                            | Peggy Rood             | 1802-1832                         |
| Arend de Geus                         | Justus van Ommeren     | 1834-1872                         |
| Ghieslaine Guardiola                  | Tulip                  | 1842-1843                         |
| Melvyn de Kom                         | Rodney Carpenter       | 1859-1862                         |
| Beppie van Wijk                       | Anja van Dijk          | 1863                              |
| Fred Butter                           | Carel Kortenaer        | 1872-1873                         |
| Dennis Overeem                        | Jan Griffioen          | 1876-1896                         |
| Tanneke Hartzuiker                    | Mary Verstraete        | 1882-1935                         |
| Jeroen Post                           | Robbie                 | 1916-1948                         |
| Charly Luske                          | Ray ten Hoope          | 1916-1922                         |
| Rob ter Linden                        | Glagoljev              | 1930-1935                         |
| Adriaan Adriaanse                     | Arie Koetsier          | 1932-1941                         |
| Georgina Kwakye                       | Gladys Bloem           | 1934                              |